# Viverra megaspila
Viverra megaspila är en däggdjursart som beskrevs av Edward Blyth 1862. Viverra megaspila ingår i släktet Viverra, och familjen viverrider. Inga underarter finns listade.
Arten blir 77 till 90 cm lång (huvud och bål), har en 32 till 40 cm lång svans och 4 till 5 cm stora öron. I motsats till den nära besläktade indiska sibetkatten (Viverra zibetha) som lever i samma region har Viverra megaspila bara två svarta strimmor vid halsens undersida, allmänt bredare fläckar på bålen och svansen har bara nära roten ringar. Vid spetsen är svansen helt svart. På bålens bakre del bildar fläckarna flera rader. Pälsens grundfärg på ovansidan är gråbrun. Liksom hos andra arter av samma släkte förekommer en svart längsgående strimma på ryggens topp.
Detta rovdjur förekommer i Sydostasien. Utbredningsområdet sträcker sig från östra Indien (Assam) och södra Kina till Malackahalvön och södra Vietnam. Arten vistas främst i låglandet i olika slags skogar.
Viverra megaspila jagas med fällor eller med hundar och den hotas även av skogsavverkningar. IUCN kategoriserar arten globalt som sårbar.
Levnadssättet antas vara lika som hos de andra arterna i släktet Viverra.